# آنا موسكوفاكيس
آنا إليزابيث موسكوفاكيس (بالإنجليزية: Anna Elizabeth Moschovakis)‏ شاعرة ومؤلفة ومترجمة أمريكية اشتهرت بترجمتها لرواية في الليل كل الدماء سوداء للروائي ديفيد ديوب والتي حازت جائزة بوكر الدولية لعام 2021.

## الحياة المُبكرة والتعليم
ولدت آنا لأم أمريكية وأبٍ يوناني. وترددت في نشأتها بين الولايات المتحدة واليونان، حيث كان والدها يمتلك ما وصفته بأنه «شقة صغيرة في ضاحية بجانب الميناء على مشارف أثينا». لديها أخ واحد. حصلت على درجة البكالوريوس في الفلسفة من جامعة كاليفورنيا في بيركلي، وماجستير في الفنون الجميلة من كلية ميلتون أفيري للدراسات العليا في كلية بارد، ودرجة الماجستير في الأدب المقارن (الفرنسية والأمريكية) من مركز الدراسات العليا بجامعة كوني. تعيش آنا في شمال كورترايت، نيويورك.